# Pfullendorf
Pfullendorf är en stad i Landkreis Sigmaringen i förbundslandet Baden-Württemberg i Tyskland. Folkmängden uppgår till cirka 13 700 invånare, på en yta av 91 kvadratkilometer. Kommunen består av ortsdelarna (tyska Ortsteile) Pfullendorf, Aach-Linz, Denkingen, Gaisweiler, Großstadelhofen, Mottschiess, Otterswang och Zell am Andelsbach.
Staden ingår i kommunalförbundet Pfullendorf tillsammans med kommunerna Herdwangen-Schönach, Illmensee och Wald.